# Historiografía filipina
La Historiografía Filipina incluye investigación histórica y literaria sobre el archipiélago Filipinas, incluidas las islas de Central, Bisayas y Mindanao.
Antes del advenimiento de las potencias coloniales españolas, Filipinas no existía realmente. El sudeste asiático está clasificado como parte de la Indosfera y la Sinosfera. El archipiélago tuvo contacto directo con China durante la dinastía Song (960-1279) y se convirtió en parte de los imperios Srivijaya y Majapahit. 

## Resumen
La historiografía Filipina se refiere a los estudios, recursos, métodos críticos e interpretaciones utilizados por los estudiosos para estudiar la historia Filipina. El archipiélago filipino era parte de muchos imperios antes de la llegada del imperio español del siglo XVI. 
Las Filipinas precoloniales utilizaron el sistema de escritura de Abugida, ampliamente utilizado para escribir y marcar documentos, aunque fue solo para fines de comunicación y no se registró literatura o historia temprana. Los antiguos filipinos generalmente escribieron documentos sobre bambú, corteza y hojas que no duraron o permanecieron a diferencia de las inscripciones en arcilla o arcilla, metal y marfil, como la inscripción Laguna Copperplate y el sello Butuan Ivory. El descubrimiento del sello de marfil de Butuan también confirma el uso de documentos en papel en las antiguas Filipinas. 
La llegada de los invasores españoles, los manuscritos y documentos filipinos precoloniales fueron recolectados y quemados para eliminar las creencias paganas. Esta ha sido la carga de los eruditos e historiadores en la compilación de datos y el refinamiento de las teorías que les han dado a los historiadores muchos aspectos de la historia de Filipinas que permanecen sin explicación. La interdependencia de los eventos precoloniales, el uso de referencias secundarias escritas por historiadores para examinar referencias importantes, no proporciona una revisión crítica de la metodología de los primeros estudios en la historia de Filipinas.

## Organizaciones
Se forman organizaciones y sociedades académicas que organizan conferencias, publican revistas y promueven la historia y el aprendizaje. 

### Agencias gubernamentales
La Comisión Histórica Nacional de Filipinas es una agencia gubernamental de Filipinas cuya misión es "la promoción de la historia y el patrimonio cultural de Filipinas a través de la investigación, difusión, conservación, gestión de sitios y heráldica, y tiene como objetivo inculcar la conciencia y el aprecio de los actos nobles e ideales de nuestros héroes y otros ilustres filipinos, para infundir orgullo en el pueblo filipino y revivir el espíritu filipino a través de las lecciones de la historia. 

### Relaciones profesionales
La Asociación Histórica de Filipinas es la asociación profesional más grande de historiadores filipinos establecida en 1955 por un grupo de prominentes historiadores filipinos, entre ellos Encarnación Alzona, Gabriel Fabella, Gregorio Zaide, Nicolas Zafra, Celedonio Resurrección, Teodoro Agoncillo y Esteban de Ocampo

### Organización no gubernamental
La Asociación Filipina para el Estudio de la Cultura, Historia y Religión es una organización no gubernamental fundada en 2013. Este grupo inicia, facilita y organiza conferencias y otros eventos académicos. Difundir información sobre becas y oportunidades de investigación y publicación para revistas, libros y boletines en comunidades nacionales e internacionales para crear conciencia sobre la cultura, la historia y la religión de Filipinas.

## Periodo precolonial

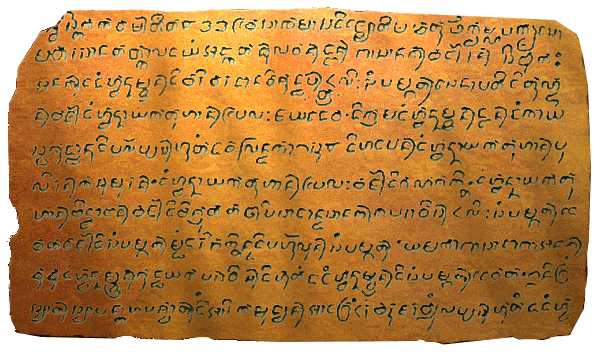
Inscripción Copperplate de Laguna

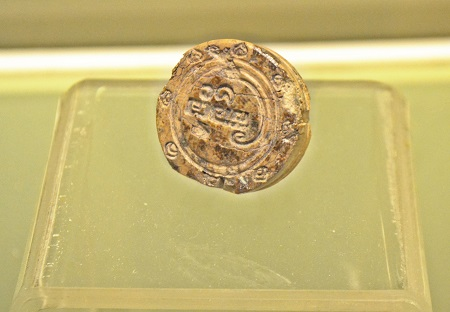
Butuan Ivory Seal

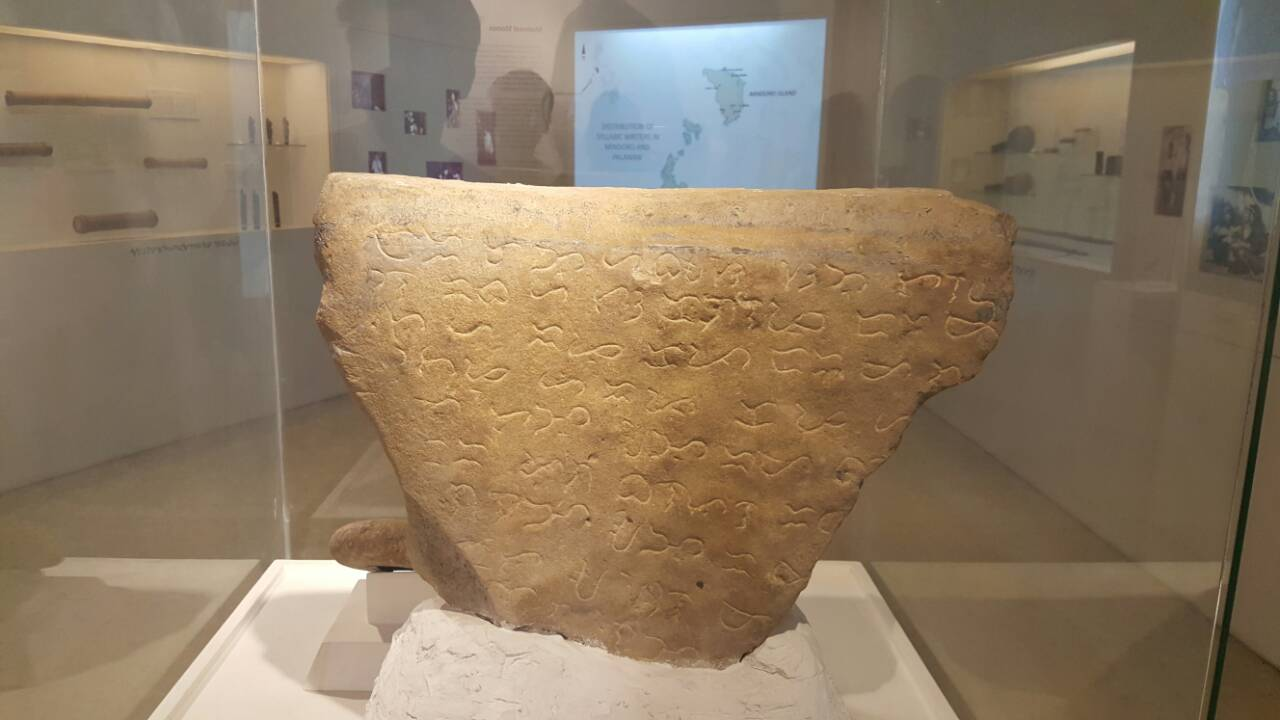
Roca monreal

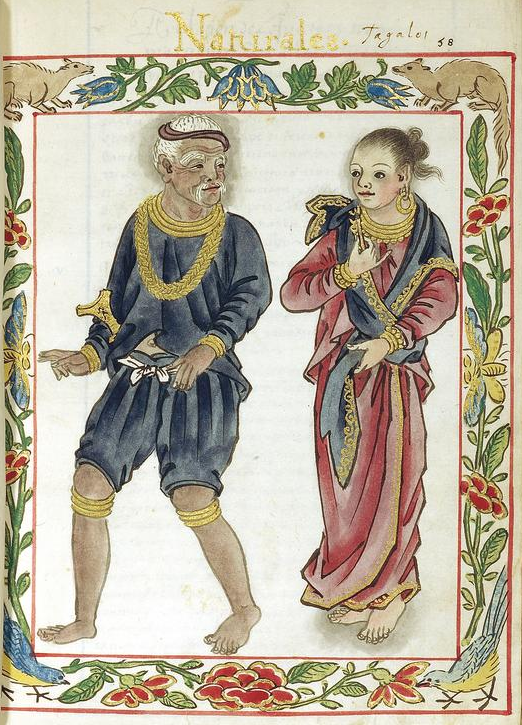
pareja filipina noble precolonial

La cultura india llegó al archipiélago durante la dinastía Pallava y el Imperio Gupta, lo que llevó a que se establecieran los reinos indios en Filipinas. Evidencia clara es que las Filipinas precoloniales usaron títulos honorarios. No hay otros documentos históricos importantes de este período, excepto la Inscripción Laguna Copperplate, un documento legal escrito en una estatua de bronce con fecha de 900 CE, que es el primer documento conocido con una fecha calendario que se encuentra en Filipinas.
Ma-i, un antiguo estado soberano ubicado en lo que hoy es Filipinas, es notable en la historia de Filipinas por ser el primer lugar en el archipiélago que se menciona en una cuenta extranjera que se documentó por primera vez en 971 dC, en la  documentos de la dinastía Song conocidos como la historia de la Song. Su existencia también se mencionó en los registros del siglo X del Sultanato de Brunéi.
Hasta el año 1000 EC, existían sociedades marítimas en el archipiélago, pero no había un estado político significativo que unificara a toda Filipinas. [20] La región incluía solo numerosas pequeñas divisiones administrativas (que varían en tamaño desde aldeas hasta ciudades-estado) bajo la soberanía de las talasocracias en competencia gobernadas por datus, rajahs, sultanes o lakans.

## Periodo colonial
El primer documento registrado que menciona el archipiélago es la historia de Antonio Pigafetta en el Informe del primer viaje alrededor del mundo en su ensayo sobre viajes españoles y viajes en busca de las Islas de las Especias publicado entre 1524-1525.
Otro documento notable fue Sucesos de las Islas Filipinas, de Antonio de Morga, publicado en 1609 basado en la experiencia personal del autor y las documentaciones de testigos presenciales de los sobrevivientes de la expedición de Miguel López de Legazpi. 
Los documentos publicados son crónicas de los primeros exploradores y navegadores españoles y registros religiosos de frailes españoles de su misión católica durante el período colonial español. 

### Primeros narradores

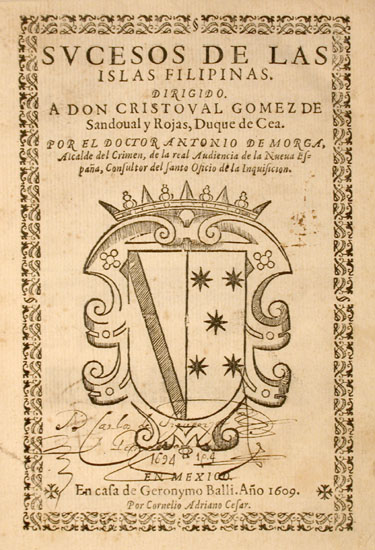
Sucesos de las Islas Filipinas

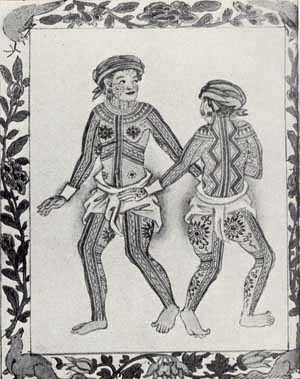
Boxer Codex dibujos de historias tatuadas

- Antonio Pigafetta
- Rodrigo de Aganduru Moriz
- Hernando de Riquel
- Miguel López de Legazpi
- Juan de Plasencia
- Pedro de San Buenaventura
- Pedro Chirino

### Historiadores del período colonial
- Antonio de Morga
- Emma Helen Blair and James A. Robertson
- Francisco Ignacio Alcina
- Francisco Colin, S.J.
- Felix Huerta, O.F.M
- Ferdinand Blumentritt
- Isabelo de los Reyes
- Jose Rizal
- Pedro Paterno
- Trinidad Pardo de Tavera

## Después del período colonial
La historiografía del período poscolonial se centró en las revoluciones Filipinas y la guerra entre Filipinas y Estados Unidos, ya que los historiadores vieron la era colonial como un preludio. El papel crítico desempeñado por los filipinos en la configuración de la historia nacional filipina en este período se destaca y analiza en función de los relatos sobre la revolución y la guerra entre Filipinas y Estados Unidos, ya que describe las condiciones sociales, económicas, políticas y culturales de Filipinas.
El historiador Reynaldo C. Ileto, en su trabajo seminal sobre Pasyon y la Revolución: Movimientos populares en Filipinas, 1840-1910, la historiografía de la Revolución Filipina fue explorada con un nuevo significado. El historiador Vicente L. Rafael introdujo teorías postestructuralistas en el análisis de la sociedad colonial sobre su Colonialismo Contratante: Traducción y Conversión Cristiana en la Sociedad Tagalog bajo el Dominio Español Temprano.

### Escritores e historiadores de la tradición de la historia nacional.
- Teodoro Agoncillo
- Horacio de la Costa
- Gregorio Zaide
- O.D. Corpuz
- Cesar Adib Majul
- Nick Joaquin

### Historiadores de la tradición de la historiografía crítica.
- Carlos Quirino
- F. Landa Jocano
- Felix M. Keesing
- William Henry Scott
- Laura Lee Junker
- Damon L. Woods

### Escritores de la tradición folclórica.
- Damiana Eugenio
- Gilda Cordero-Fernando
- Grace Odal-Devora

### Historiadores y escritores de las tradiciones de la historia moderna, local/étnica e historia religiosa
- Ambeth Ocampo
- Bambi Harper
- Melba Padilla Maggay
- Vicente L. Rafael
- Go Bon Juan
- Luciano P.R. Santiago
- Luis Camara Dery